# Ladugårdslandsbron

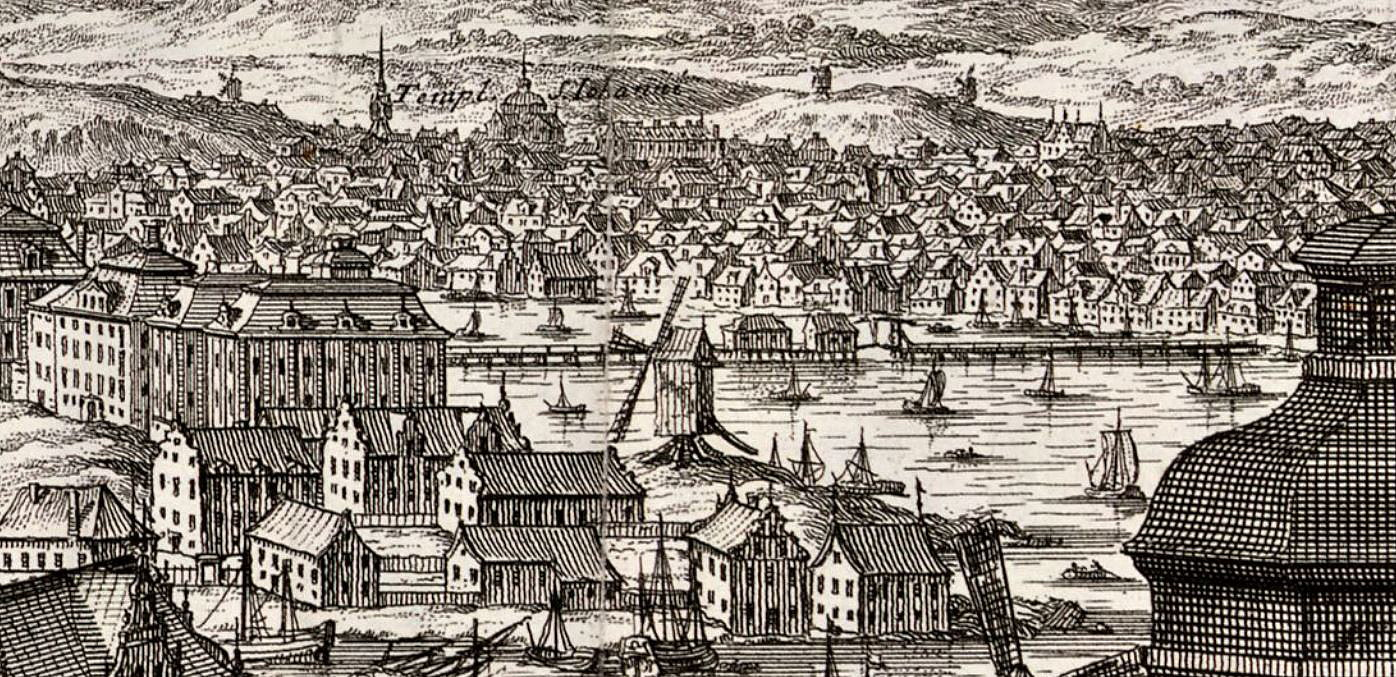
Ladugårdslandsbron och Ladugårdsviken i Sueciaverket 1693. Till vänster syns Blasieholmens byggnader och i bildmitt Holmkvarnen.

Ladugårdslandsbron (även kallad Stora Ladugårdslandsbron, Nya Ladugårdslandsbron och Nybron) var en bro som gick över Ladugårdslandsviken mellan nuvarande Blasieholmen och Ladugårdslandet i Stockholm. Det fanns även mindre bro vid namn Gamla Ladugårdslandsbron som gick över Rännilen i höjd med dagens Jakobsbergsgatan.

## Bakgrund
Mellan dagens Brunnsviken och Nybroviken fanns på 1000-talet ett brett, farbart vattendrag som genom landhöjning och utfyllnader blev allt mindre. Rester av detta vattendrag var den avlånga sjön Träsket och bäcken Rännilen som fylldes igen på 1870- och 1880-talen och försvann från Stockholms stadsbild.

## Gamla Ladugårdslandsbron
- Koordinater: 59°20′5.7″N 18°4′25.9″Ö / 59.334917°N 18.073861°Ö

Gamla Ladugårdslandsbron var en mindre träbro som gick över Rännilen, strax norr om kvarteret Pumpstocken, och förband Jakobs Bergsgränd (nuvarande Jakobsbergsgatan) med Sperlingens Backe (nuvarande Storgatan). Idag går Birger Jarlsgatan fram här. Stadens pumpmakare, Erik Rawaldson, ägde här en tomt på vilken han lagrade pumpstockar. År 1661 framgår av Byggkollegiets protokoll att han ahnmodar om een tompt, wedh gamble ladugårdz broen (Gamla Ladugårdslandsbron), att förwara sina Pumpeståckar upå (Byggnadskollegii protokoll 11/6 1661).  Den lilla bron syns på Petrus Tillaeus karta från 1733. Här gick även gränsen mellan Norrmalm och Ladugårdslandet. Bron försvann någon gång under 1800-talets första hälft.

### Bron genom tiden

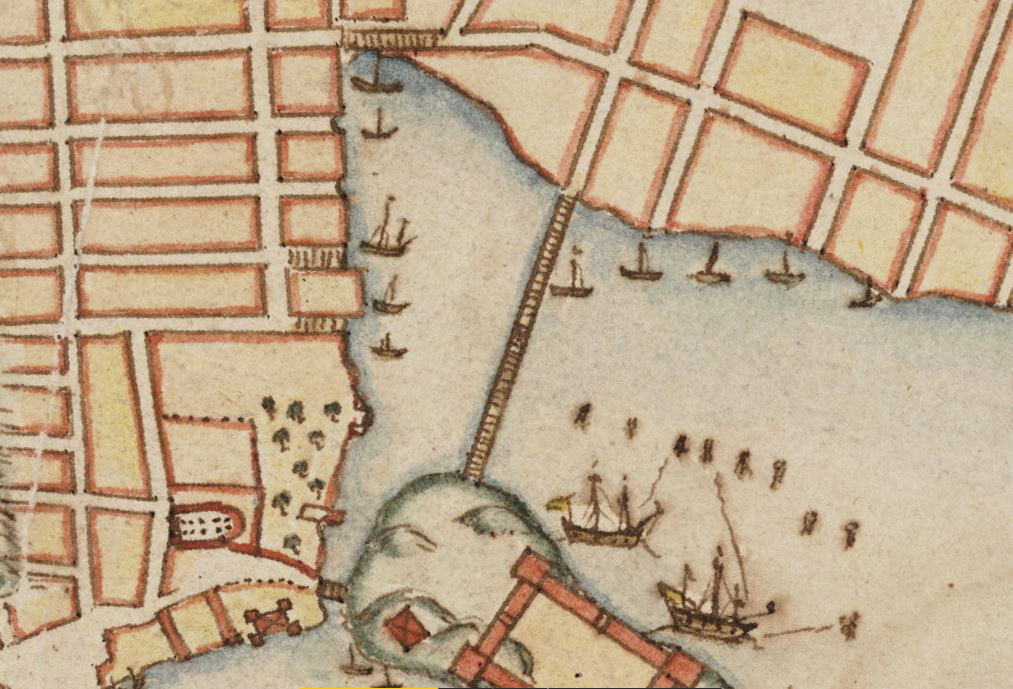
1642.
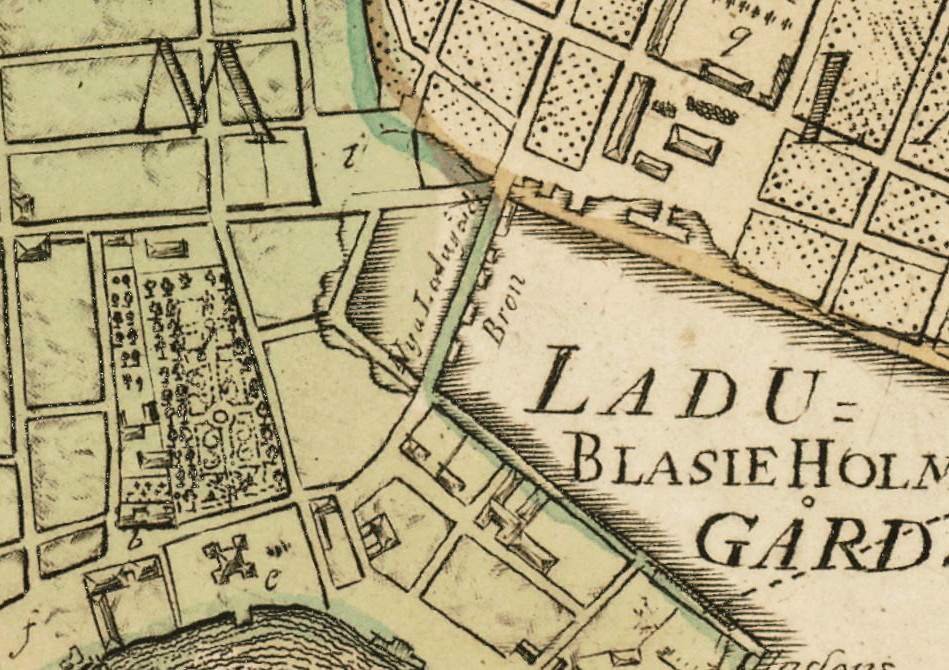
1751.
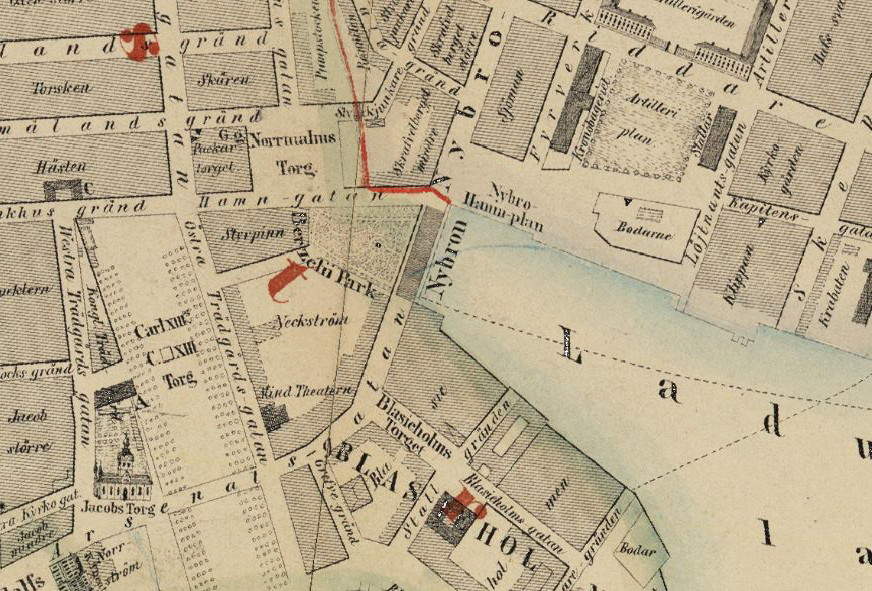
1855.
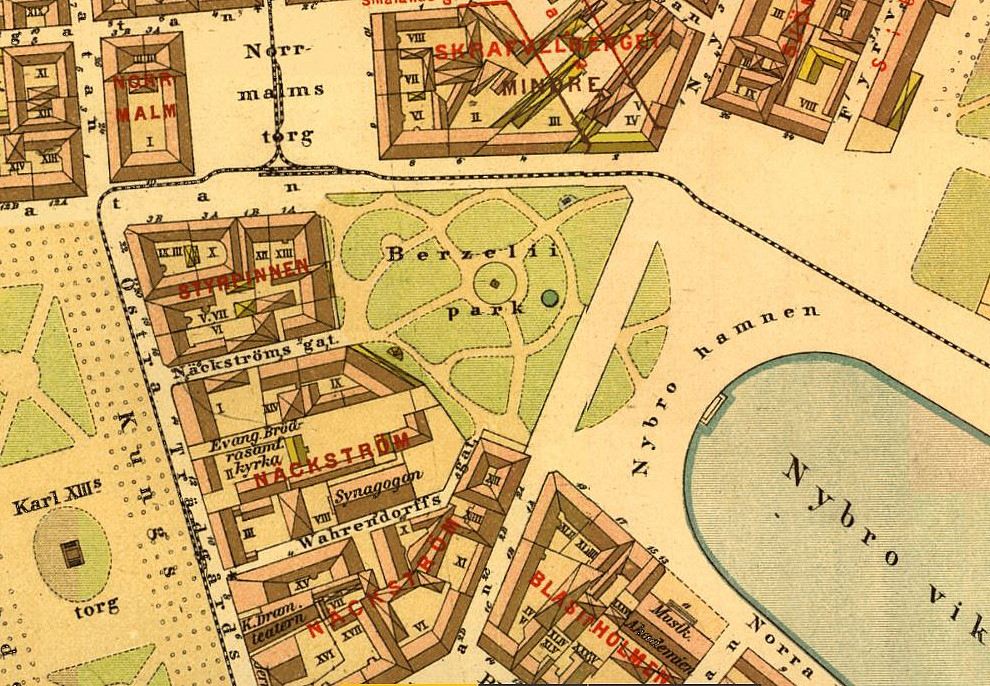
1885.

## Nya Ladugårdslandsbron och Nybron
- Koordinater: 59°19′56.6″N 18°4′31.7″Ö / 59.332389°N 18.075472°Ö

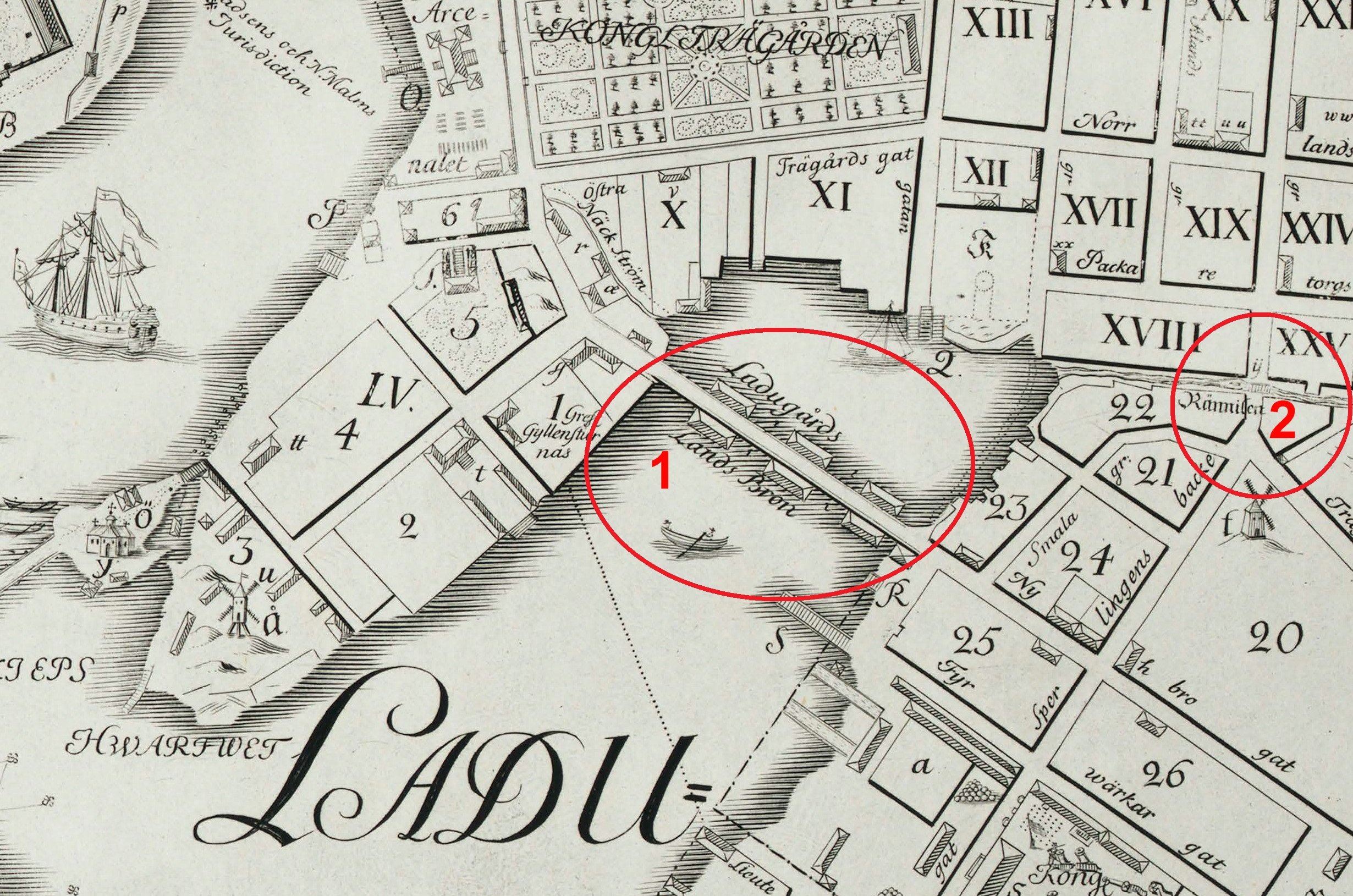
Nya Ladugårdslandsbron (1), Gamla Ladugårdslandebron (2), Tillaei karta 1733.
(kartan är västorienterad)

Nya Ladugårdslandsbron, var betydligt större varför den även omtalas som Stora Ladugårdslandsbron i Stadens handlingar. Dess längd var drygt 190 meter och den anlades omkring 1640. Bron gick söderut i Nybrogatans förlängning, över Ladugårdslandsviken och till Blasieholmen där den anslöt till dagens Arsenalsgatan. Anläggningen var storslagen för dåtidens Stockholm. Den hade vindbrygga för sjöfarten som skulle till Packaretorget och var grundlagd på träpålar. Körbanan var stensatt, därför kallades bron även Stenbron. På brons ömse sidor fanns flera sjöbodar. 
Fram till år 1666 bekostades brons underhåll av Kronan, därefter övertog Stockholms stad driften. Att Kronan visade intresse för bron berodde på att Flotten hade förrådsbyggnader på nedre delen av Ladugårdslandet (dagens Östermalm) och att många sjömän bodde där. År 1740 införde Staden avgift för passage över bron men den slopades efter redan sex år på grund av omfattande protester. Viken innanför Ladugårdslandbron (idag en del av Berzelii park) blev med åren allt grundare och skärgårdsbåtar fick svårigheter att angöra vid Packaretorgets kaj. I takt med att viken blev allt smalare blev även bron allt kortare. 
Det uppstod även luktproblem i Packaretorgsviken eller Katthavet, som viken också kallades. Redan på 1740-talet höjdes röster att fylla igen Katthavet. 1814 presenterade stadsingenjören Hieronymus von der Burg den yngre en karta över området med en förteckning över tomtägarna längs norras stranden och 1815 en "dessein" till Packaretorgsvikens nygestaltning och en ny Strandgata. 1816 upprättades ytterligare ett förslag av dåvarande stadsarkitekt Carl Christoffer Gjörwell. Där utbildas Packaretorgsviken som trapetsformad bassäng i en sträng symmetrisk plan med en triangulär förplats i väster och Ladugårdslandsbron i öster. Rännilen lades i en smal kanal vilken leddes över platsen och i kulvert in i bassängen. Genom en öppning i bron kunde bara mindre båtar ta sig in i bassängen, själva "lastgeplatsen" för större båtar låg utanför.

## Bron blir till kaj och vägbank

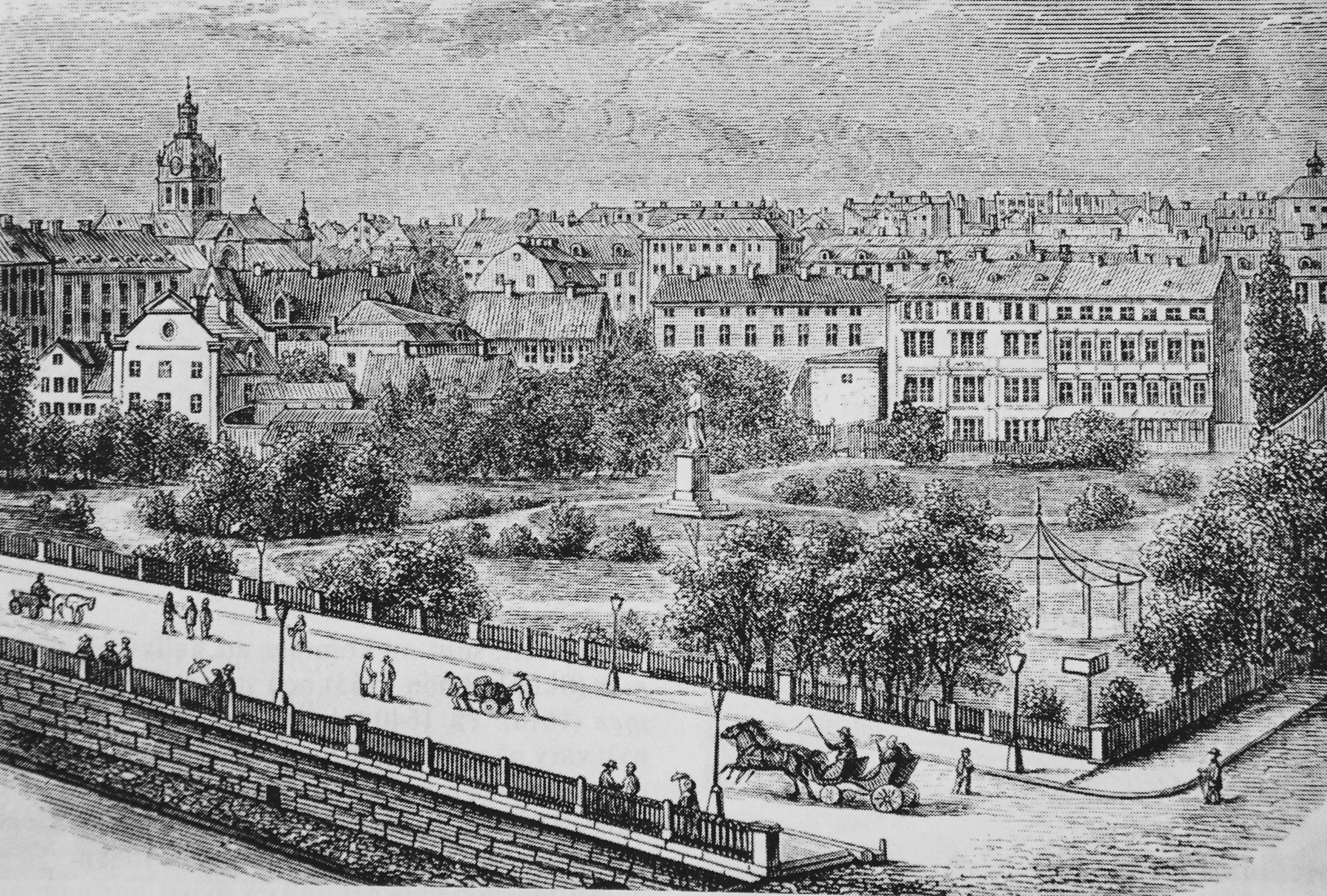
Nybron på 1850-, eller 1860-talet.

Det skulle dröja till år 1835 då det väcktes ett förslag att ersätta Ladugårdslandbron med en ny järnkonstruktion. Kung Karl XIV Johan ansåg efter granskningen av ritningarna att en stenbro var lämpligare. Han menade vidare att viken innanför (väster om) bron borde fyllas igen. Beslutet att fylla ut viken vållade dock protester och pressen gjorde elaka kommentarer. Man organiserade protestmöten med bland andra journalisten August Blanche som höll tal. Men det hjälpte inte.
På våren 1838 påbörjades arbetena, som blev en långdragen historia. Utfyllnaden av viken skedde i etapper genom tippning av allsköns avfall och annat bråte. Den gamla Ladugårdslandsbrons yttersidor kläddes med stenmurar vilka kröntes av vackra gjutjärnsräcken med havsmotiv på stolparna tillverkade på Ludwigsbergs verkstad i Stockholm. 1848 var utfyllningsarbetena avslutade och fyra år senare började man att iordningställa den park som kom att uppkallas efter vetenskapsmannen Jöns Jacob Berzelius.
Efter utfyllnaden av viken väster om bron liknade Nybron mer en stenstatt kaj eller en hög vägbank med järnräcke. Fyllningsmassornas tryck på Nybrons östra sida blev med åren för stor och 1868 utfylldes även en del av viken öster om Nybron (nuvarande Raoul Wallenbergs torg) samtidigt fick Nybroviken sin rundade form med strandgatan Nybrohamnen och Nybrokajen. Nybrovikens nya rundade kontur framgår av fortfarande gällande stadsplan vilken upprättades 1859 av vattenbyggnadsingenjören Edvard von Rothstein. Idag påminner Ladugårdslandbron om Nybroviken, Nybrokajen, Nybrohamnen och Nybrogatan samt om kvarteret Ladugårdsbron. Det vackra gjutjärnsräcke som avgränsar Berzelii park mot Nybroplan är det enda som finns kvar efter Nybron.

### Planer och förslagsritningar

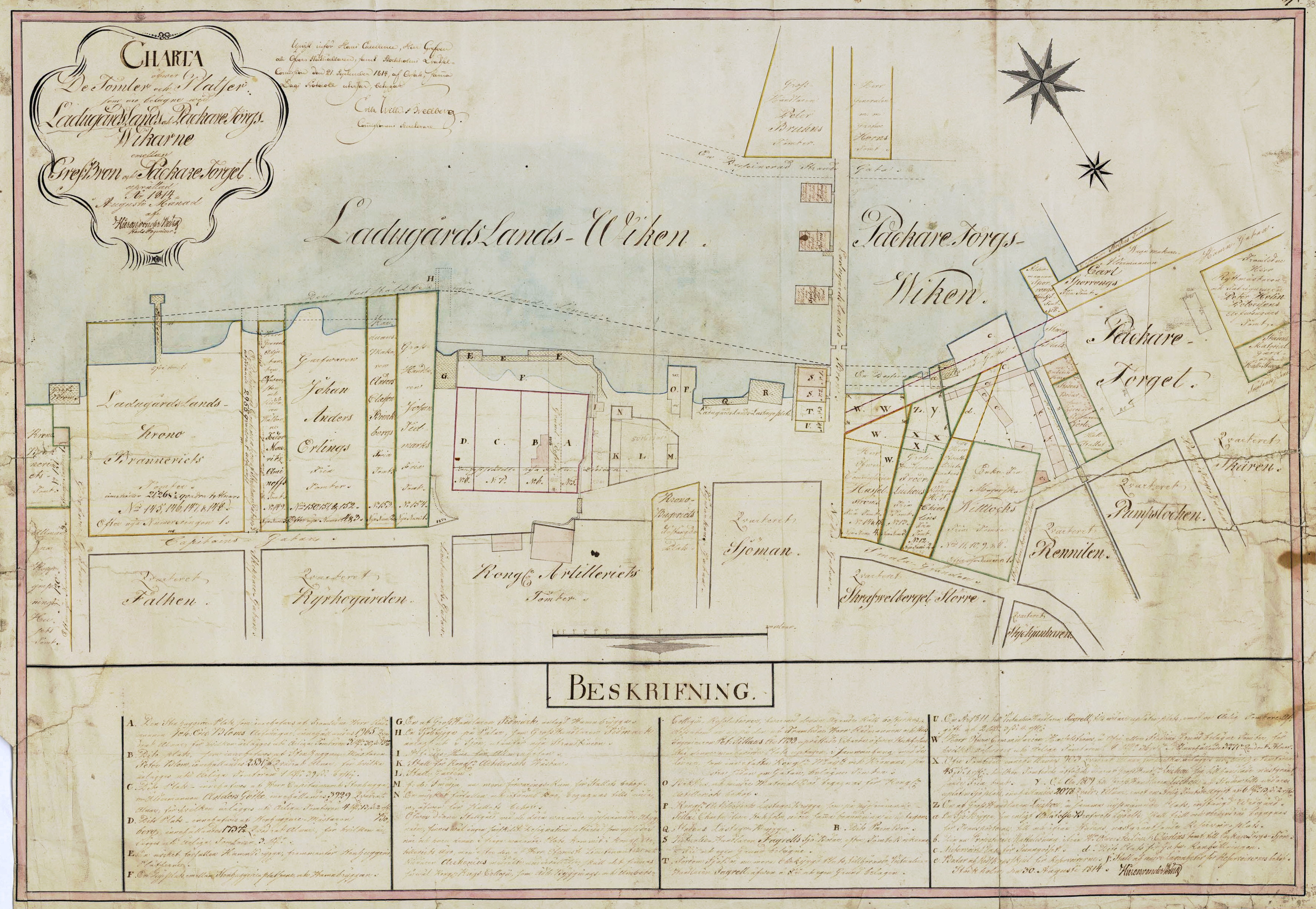
Packaretorgsviken och Nybron, Hieronymus von der Burg d.y. 1814.
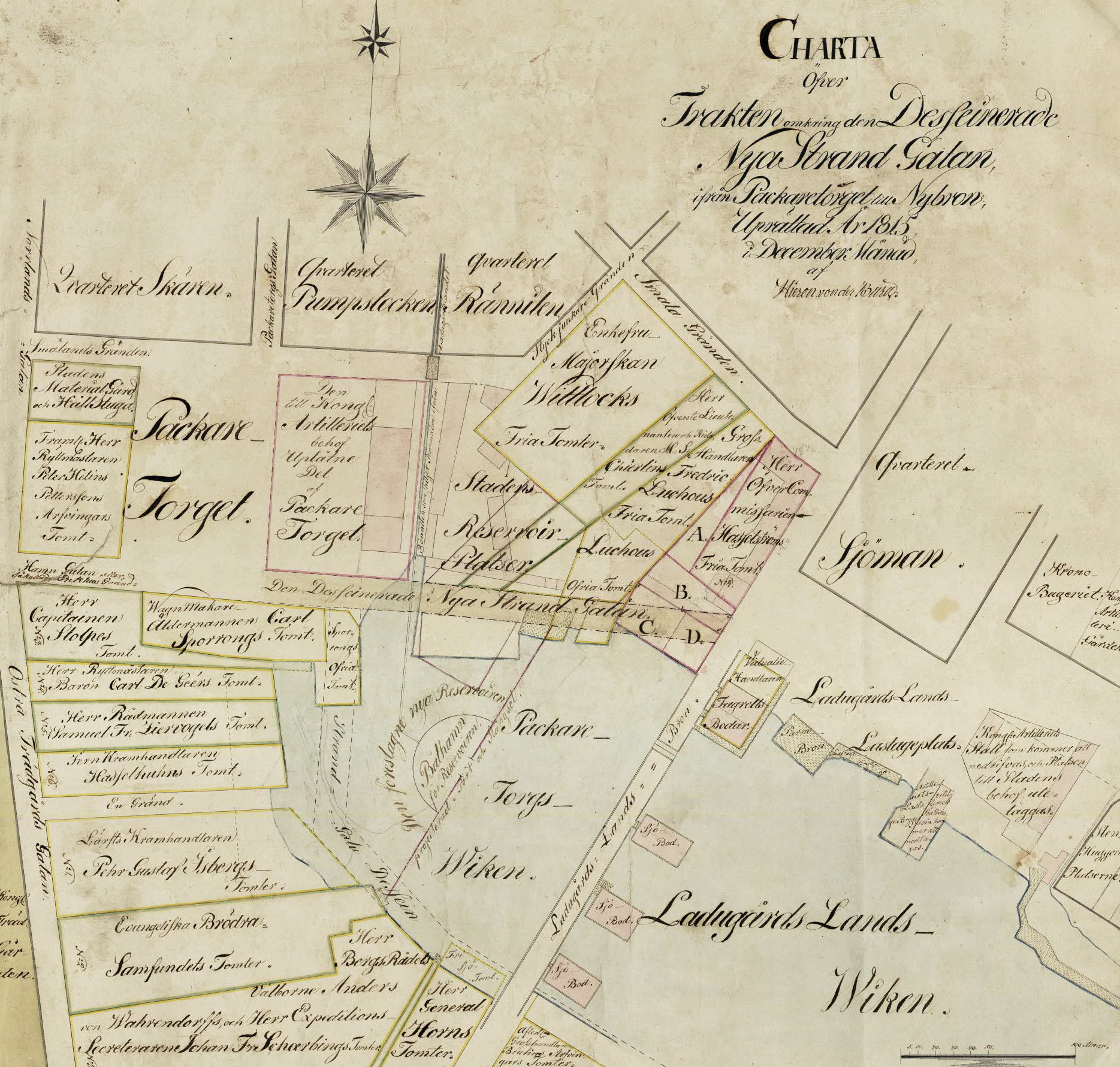
Packaretorgsviken och Nybron, Hieronymus von der Burg d.y. 1815.
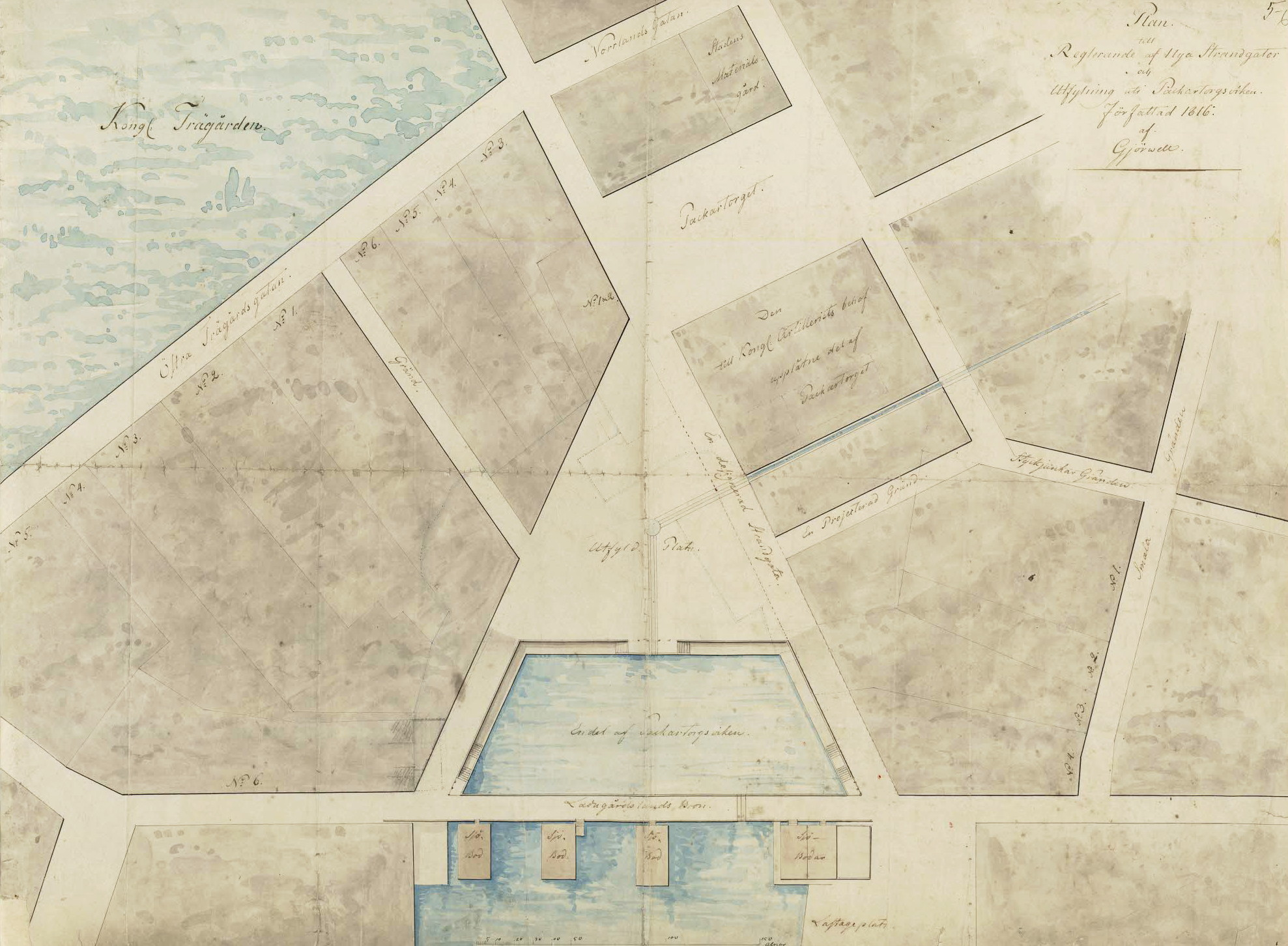
Packaretorgsviken och Nybron, Carl Christoffer Gjörwell d.y. 1816.
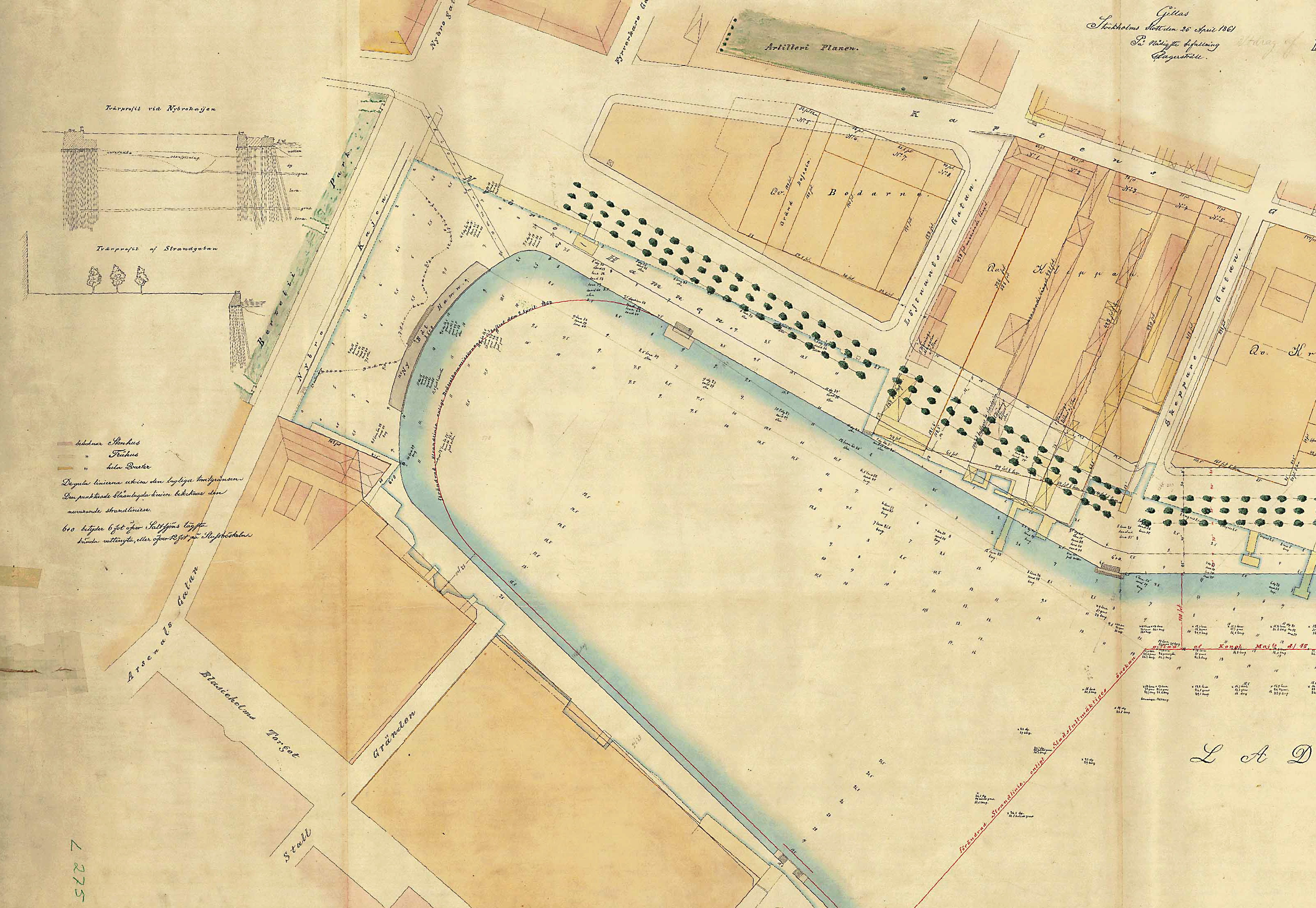
Nybron och Nybrokajen, Edvard von Rothstein 1859.

### Noter

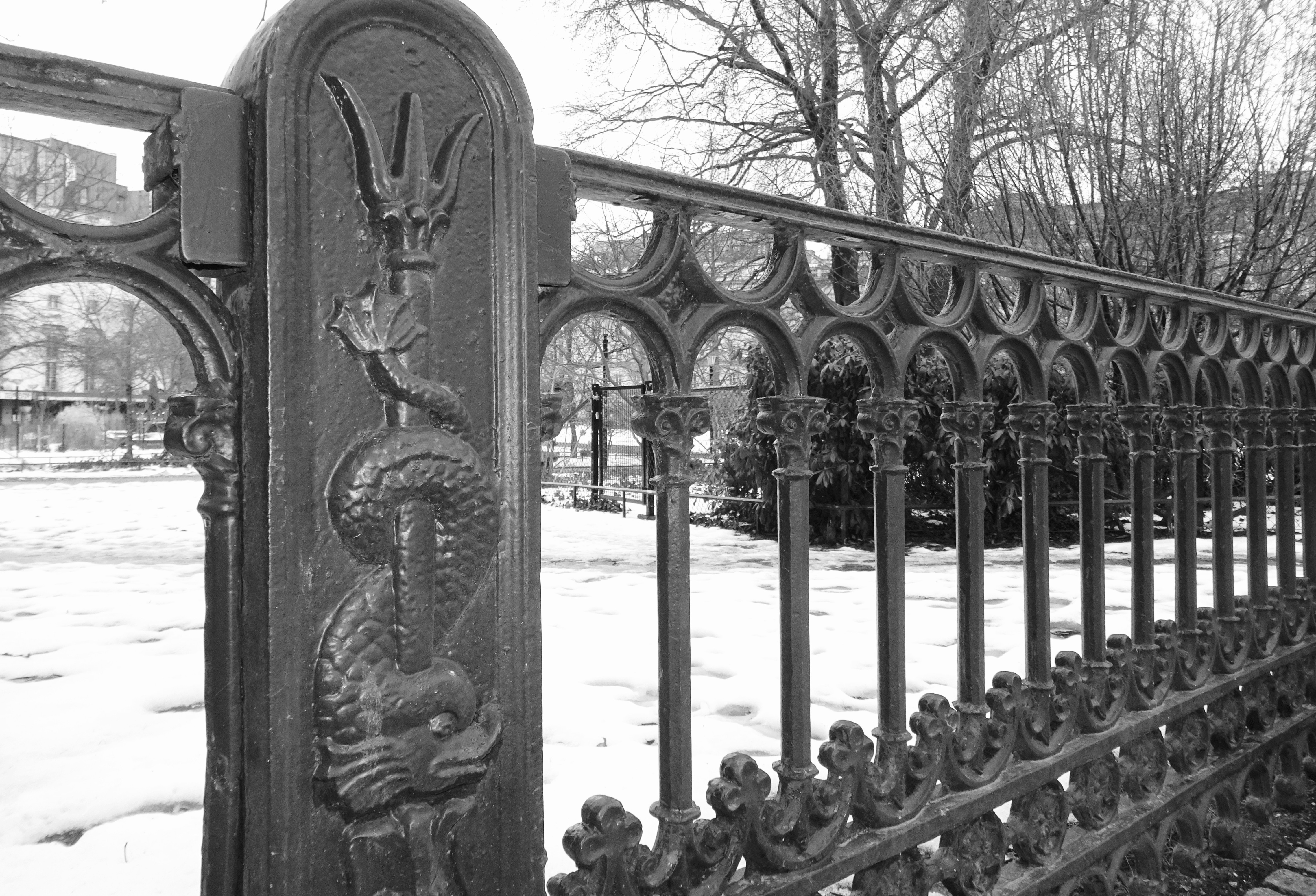
Nybrons bevarade gjutjärnsräcke, 2021.